# Rhododendron liboense
Rhododendron liboense là một loài thực vật có hoa trong họ Thạch nam. Loài này được Z.R. Chen & K.M. Lan mô tả khoa học đầu tiên năm 2003.